# Операция «Мушкетёр» (1956)

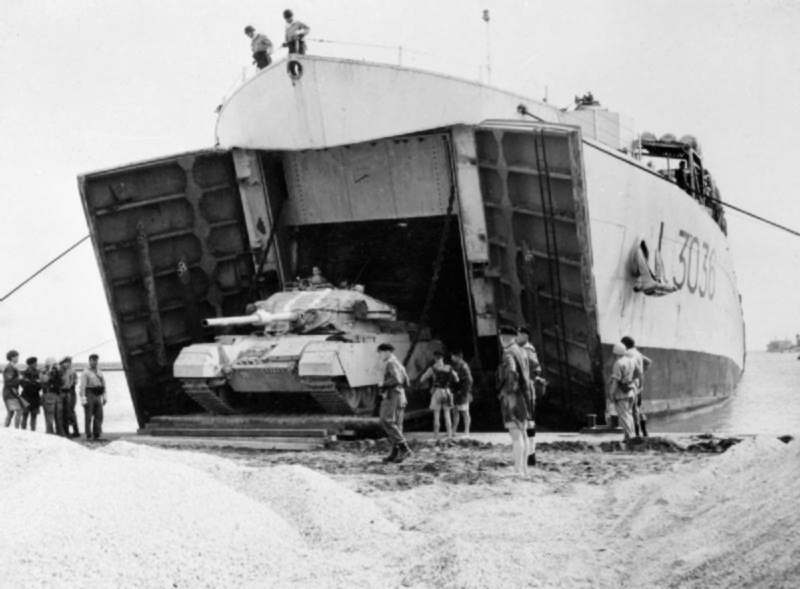
Выгрузка британского танка Центурион во время операции

Операция «Мушкетёр» (англ. Operation Musketeer) или «Операция 700» (фр. Opération 700) — франко-британская военная операция в ходе Суэцкого кризиса.

## Предпосылки
В связи с развитием Суэцкого кризиса Израиль начал 29 октября 1956 года вторжение в сектор Газа и на Синайский полуостров (операция «Кадеш») и стал быстро продвигаться к каналу. Утром следующего дня посол Египта в Лондоне был вызван в министерство иностранных дел и получил совместный англо-французский ультиматум, требующий, чтобы египетские войска отступили на десять миль за Суэцкий канал и тем самым эвакуировали весь Синайский полуостров. Берега канала подлежали оккупации контингентами союзников на период до определения дальнейшего его статуса. Кроме того, от Египта требовалось согласие на временную оккупацию Суэца, Исмаилии и Порт-Саида. Египет не принял ультиматум.
Командование над операцией принадлежало британцам; главнокомандующим был генерал Кейтли, которому помогал адмирал Пьер Баржо. Войска, предназначенные для операции, насчитывали 45 000 британских и 34 000 французских солдат. С учётом дополнительных британских баз общее количество превышало 100 000. Французы под командованием генерала Андре Бофра образовали отряд «А».

## Ход операции

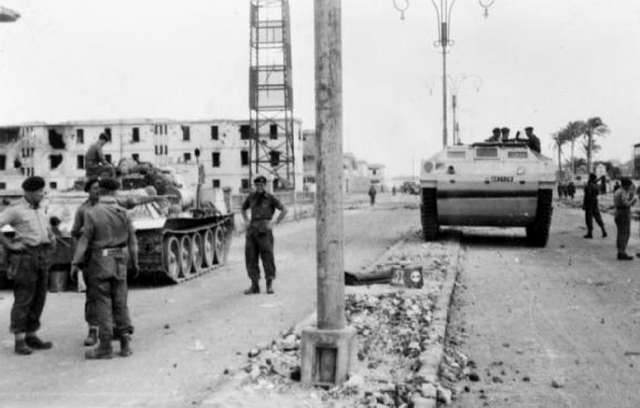
Британские войска в Порт-Саиде

Через 13 часов после указанного в ноте срока палубная авиация союзников нанесла удар по пяти прибрежным аэродромам. 31 октября после 19.00 около 100 машин сгорели на своих стоянках. Ударам подверглись другие объекты, включая крупные города: Каир, Александрия, Суэц и Порт-Саид. В фарватере канала было потоплено несколько египетских кораблей, затруднив свободу судоходства. После 2 тысяч боевых вылетов оборона подступов к каналу была практически разрушена.
Флот вторжения выдвинулся в непосредственную близость к району десантирования, расположившись в 50-100 км от побережья. 2 ноября союзники объявили примыкающую акваторию «зоной карантина», где запрещалось судоходство под нейтральными флагами.
Рано утром 5 ноября около 200 самолетов подвергли обстрелу позиции уцелевших средств ПВО Египта и рубежи, занятые его войсками. Около 7 утра в районе северного входа в канал началась выброска союзных парашютистов. В египетском тылу оказалось более 3 тысяч парашютистов. Побережье было изолировано от страны. 668 британских десантников закрепились западнее входа в канал, овладев аэродромом Гамаль, французы — южнее Порт-Саида, на одном берегу, и Порт-Фуада, на другом.
Утром 6 ноября основные силы морского десанта подошли к зонам высадки: англичане — западнее, французы — восточнее. Командос, высаженные с помощью машин-амфибий и при огневой поддержке военных кораблей, нашли позиции противника пустыми, поэтому первые волны атакующих не встретили сопротивления. Всего за два дня на берег доставили 15 тысяч человек, 76 танков, 100 бронемашин, 50 орудий.
Так как ультиматум, отправленный еще 5 ноября египетскому коменданту Порт-Саида генералу Салах Эд-Дину Могюю с требованием сдать город, был отвергнут, на южной окраине начались бои. Всю ночь мелкие группы парашютистов пробивались к центру Порт-Саида. Подоспевший морской десант захватил коменданта и штаб сопротивления, положив конец операции.

## Потери
В боях англичане потеряли 16 человек убитыми, французы — 10. Союзники готовились двинуться на юго-запад к Каиру, но из-за массированного политического давления, особенно со стороны СССР и США 7 ноября прекратили боевые действия. Великобритания и Франция заключили перемирие с Египтом.